# Kampioenschap van Vlaanderen 2024
La Kampioenschap van Vlaanderen 2024, centottesima edizione della corsa e valida come prova dell'UCI Europe Tour 2024 categoria 1.1, si svolse il 20 settembre 2024 su un percorso di 180,2 km, con partenza e arrivo a Koolskamp, in Belgio. La vittoria fu appannaggio del belga Tim Merlier, il quale completò il percorso in 3h56'00", alla media di 45,814 km/h, precedendo l'olandese Arvid de Kleijn e il connazionale Jasper Philipsen.
Sul traguardo di Koolskamp 146 ciclisti, dei 169 partiti dalla medesima località, portarono a termine la competizione.

## Squadre e corridori partecipanti
| N.      | Cod. | Squadra                         |
| ------- | ---- | ------------------------------- |
| 1-7     | ADC  | Alpecin-Deceuninck              |
| 11-17   | SOQ  | Soudal Quick-Step               |
| 21-27   | LTK  | Lidl-Trek                       |
| 31-37   | RBH  | Red Bull-Bora-Hansgrohe         |
| 41-47   | DAT  | Decathlon AG2R La Mondiale Team |
| 51-57   | MOV  | Movistar Team                   |
| 61-67   | JAY  | Team Jayco AlUla                |
| 71-77   | DFP  | Team DSM-Firmenich PostNL       |
| 81-87   | IWA  | Intermarché-Wanty               |
| 91-97   | ARK  | Arkéa-B&B Hotels                |
| 101-107 | COF  | Cofidis                         |
| 111-117 | AST  | Astana Qazaqstan Team           |
| 121-127 | LTD  | Lotto Dstny                     |

| N.      | Cod. | Squadra                    |
| ------- | ---- | -------------------------- |
| 131-137 | IPT  | Israel-Premier Tech        |
| 141-147 | UXM  | Uno-X Mobility             |
| 151-157 | TUD  | Tudor Pro Cycling Team     |
| 161-167 | TEN  | TotalEnergies              |
| 171-177 | Q36  | Q36.5 Pro Cycling Team     |
| 181-187 | TDT  | TDT-Unibet Cycling Team    |
| 191-197 | BWB  | Bingoal WB                 |
| 201-207 | TFB  | Team Flanders-Baloise      |
| 211-217 | PWB  | Philippe Wagner-Bazin      |
| 221-227 | TIS  | Tarteletto-Isorex          |
| 231-237 | VWE  | VolkerWessels Cycling Team |
| 241-247 | NST  | Novapor Speedbike Team     |

## Ordine d'arrivo (Top 10)
| Pos. | Corridore         | Squadra     | Tempo    |
| ---- | ----------------- | ----------- | -------- |
| 1    | Tim Merlier       | Soudal      | 3h56'00" |
| 2    | Arvid de Kleijn   | Tudor       | s.t.     |
| 3    | Jasper Philipsen  | Alpecin     | s.t.     |
| 4    | Lionel Taminiaux  | Lotto       | s.t.     |
| 5    | Gerben Thijssen   | Intermarché | s.t.     |
| 6    | Jordi Meeus       | Red Bull    | s.t.     |
| 7    | Madis Mihkels     | Intermarché | s.t.     |
| 8    | Dylan Groenewegen | Jayco       | s.t.     |
| 9    | Pierre Gautherat  | Decathlon   | s.t.     |
| 10   | Jules Hesters     | Flanders    | s.t.     |